# Кумано-кодо

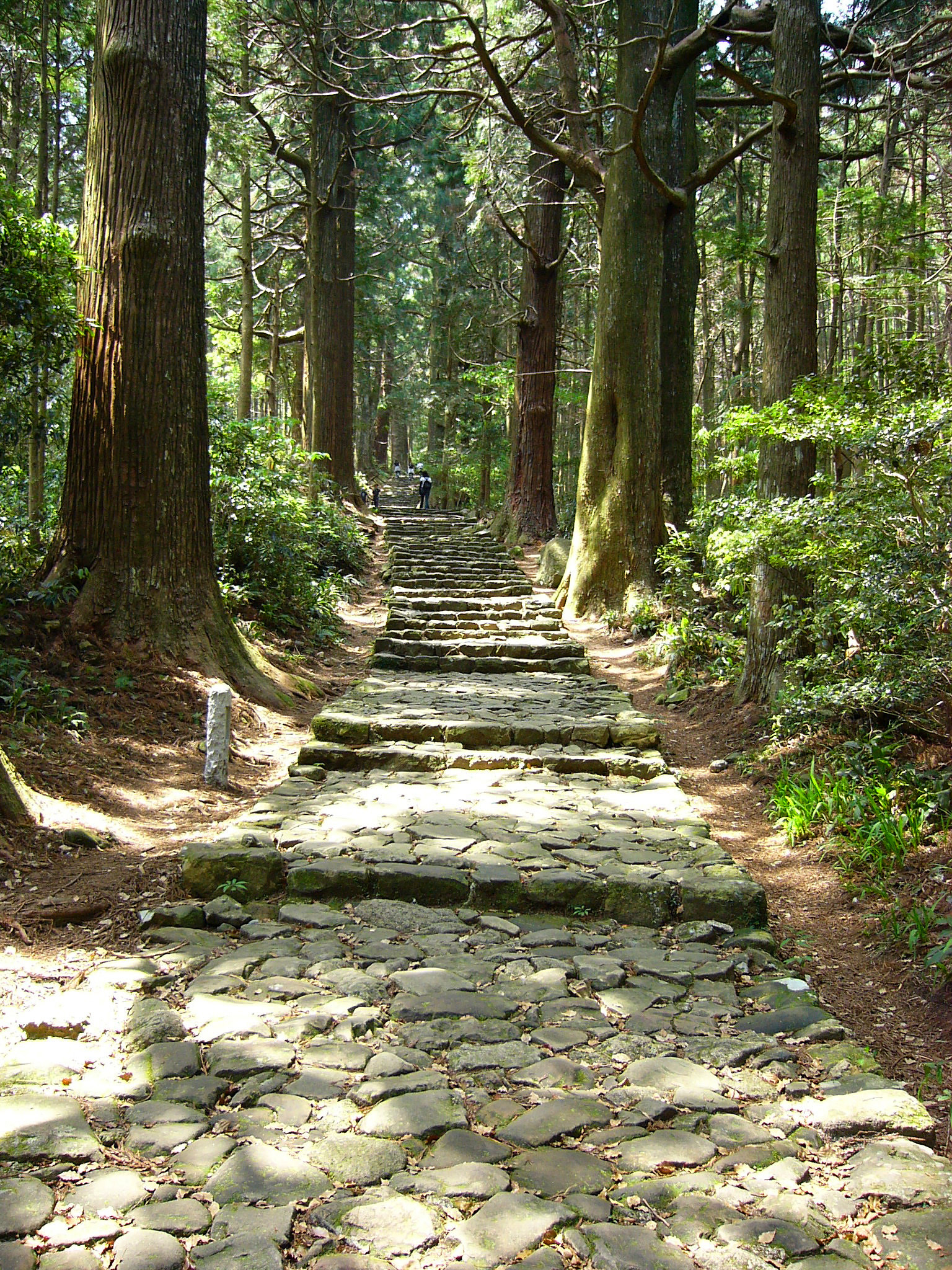
Даймондзака

Кумано-кодо (яп. 熊野古道 кумано-кодо:, «старая дорога Кумано», также называется 熊野街道 - Кумано-кайдо) — сеть паломнических троп на полуострове Кии, ведущая к «Трём священным горам Кумано» (яп. 熊野三山) — синтоистским святилищам Кумано-Хонгу-тайся (яп. 熊野本宮大社), Кумано-Хаятама-тайся (яп. 熊野速玉大社) и Кумано-Нати-тайся (яп. 熊野那智大社). Три священных горы находятся в префектуре Вакаяма в непосредственной близости от реки Куманогава.

## Основные дороги
К Кумано-кодо относят следующие пять основных троп, которые в 2004 получили статус Всемирного наследия ЮНЕСКО.
1. Малая тропа, яп. 小辺路, Кохэти: Коя-сан — Три Священных Горы Кумано,70км
2. Средняя тропа, яп. 中辺路, Накахэти: Танабе — Три Священных Горы Кумано
3. Большая тропа, яп. 大辺路, Оохэти: Танабе — Кусимото (串本) — Три Священных Горы Кумано, 120 км вдоль побережья океана
4. Тропа от Исе, яп. 伊勢路, Исэти: Исэ-дзингу — Три Священных Горы Кумано, 160 км
5. Тракт от Омине яп. 大峯奥駈道, Исэти: Ёсино — Три Священных Горы Кумано, 140 км

К Кумано-кодо относится также тракт Осака — Танабе (Кии-дзи).
Дороги переваливают через крутые, заросшие густым лесом горы, спускаются к рекам Тоцукава и Куманогава, подходят к океану и идут также вдоль океанского побережья. Дороги ещё в древности были хорошо расчищены и выложены местами булыжником или каменными плитами, на крутых подъёмах сделаны каменные ступени. Вдоль дорог расположены многочисленные камни с надписями, святые могилы, буддийские монастыри, синтоистские кумирни и памятные места.

## История
Первое упоминание троп Кумано-кодо в летописях Нихонсёки относится к 907 году.
С 1090 года императоры Японии неоднократно совершали паломничество к синтоистским кумирням.
Особенно активное паломничество через тропы Кумано развернулось в период Эдо, когда большое количество человек направлялось в Кумано и Исе.
В XX веке правительство взяло дороги на своё попечение и часть из них привело в порядок, сейчас по ним путешествуют множество туристов.

## Карта Кумано-кодо
- Слева голубая тропа — тропа Кии-дзи от Осака до Танабе
- Сверху фиолетовая тропа — малая тропа от Коя-сан
- Справа синяя тропа — тропа от Исэ-дзингу
- Снизу зелёная тропа — большая тропа от |Танабе к Сингу по берегу океана
- Жёлтая тропа — средняя тропа от Танабе к Трём Священным горам Кумано

## Галерея

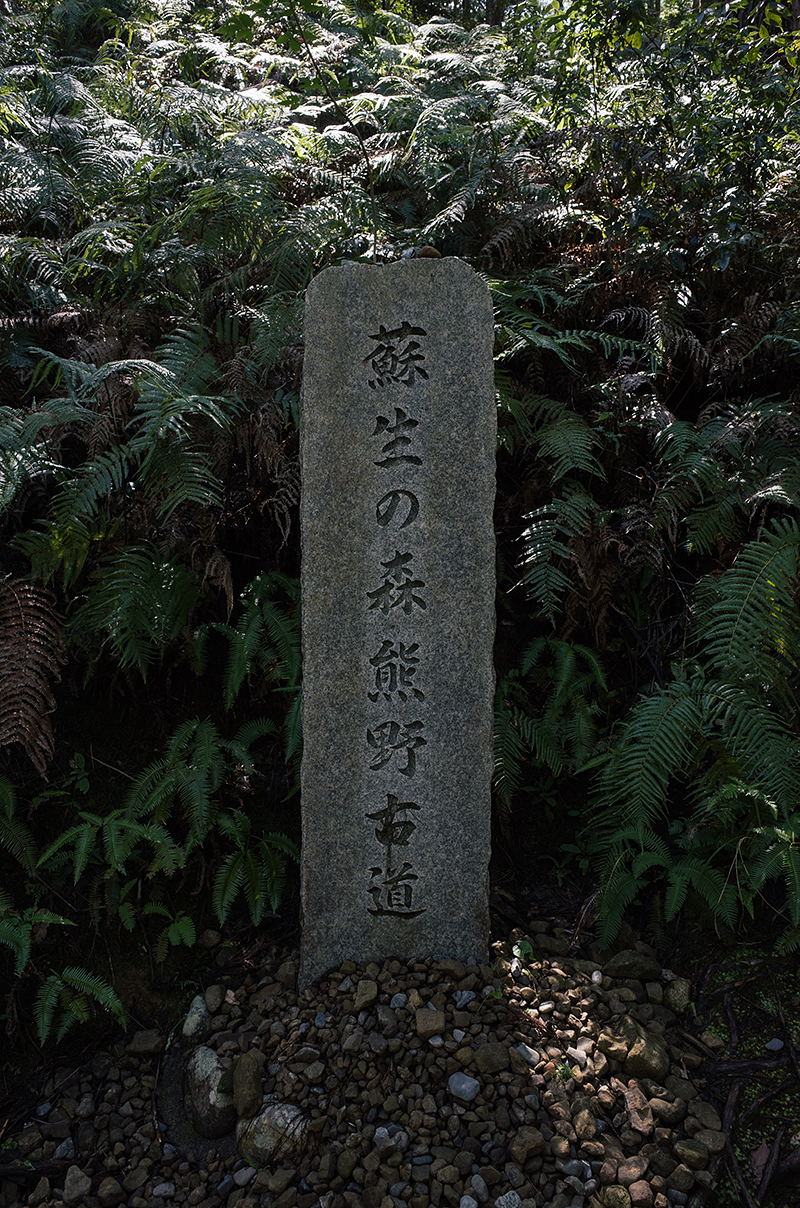
Такие столбы устанавливаются на тропе через каждый ри — примерно 4 км
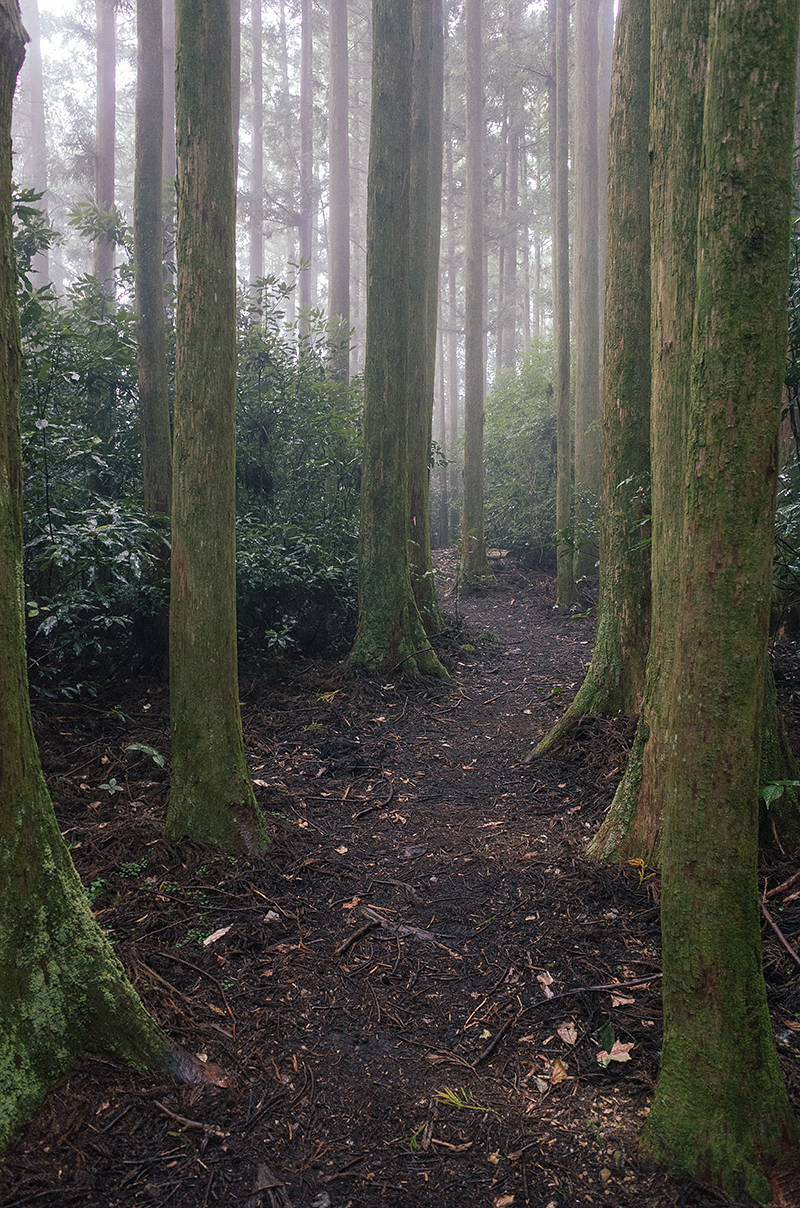
Кумано Кодо в районе Такидзири-одзи
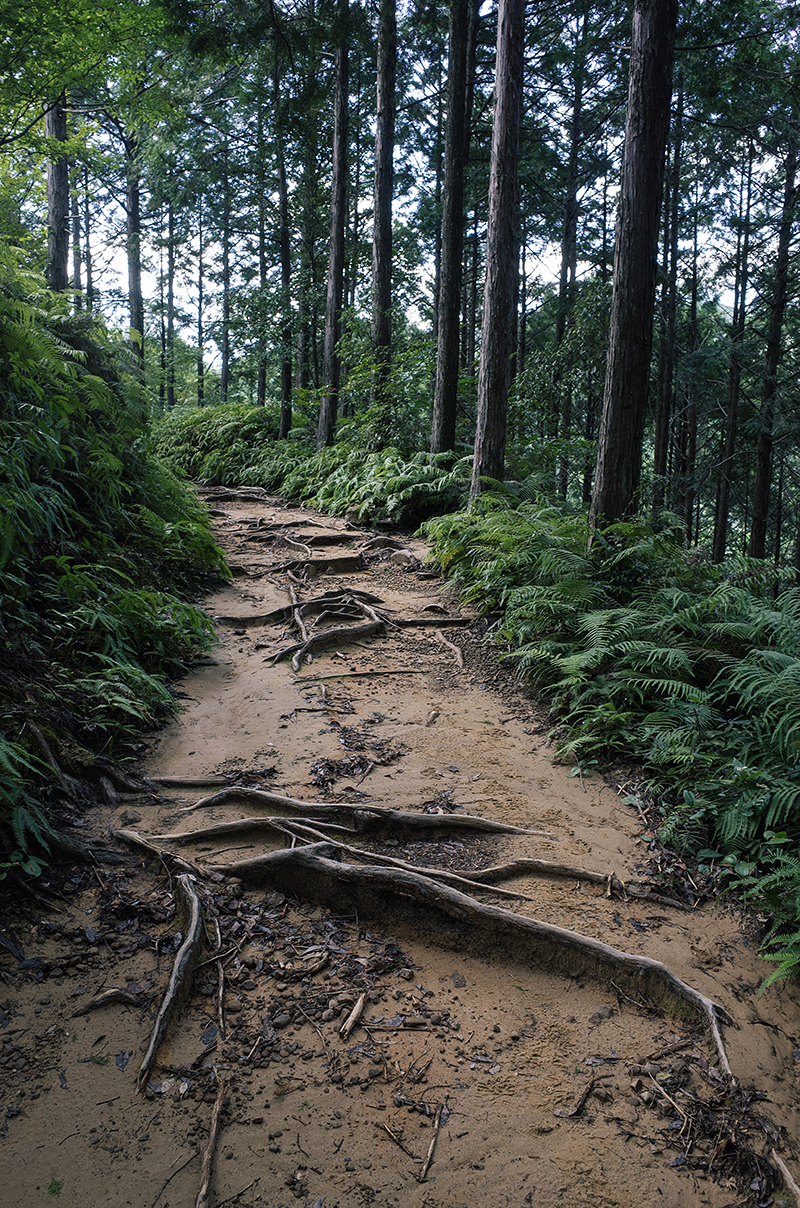
Кумано Кодо на пути к Хонгу тайся
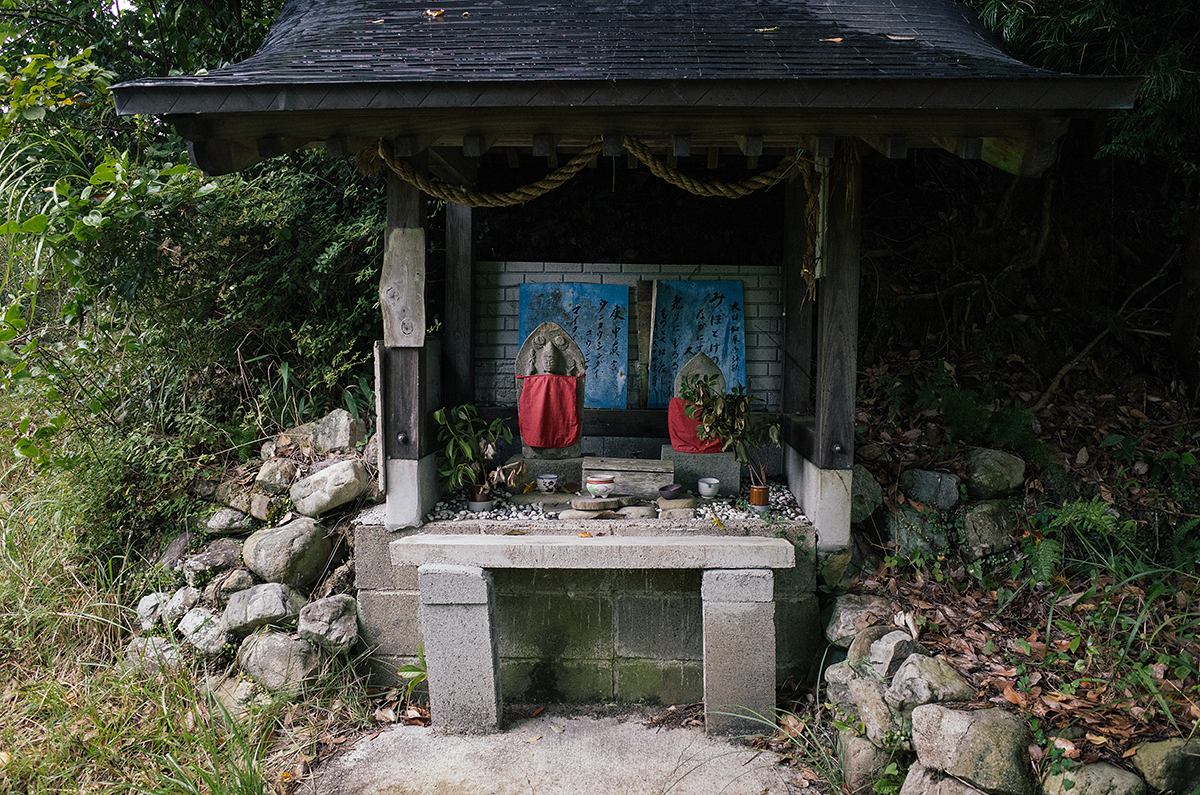
Придорожный алтарь на Кумано Кодо, неподалёку от деревни Такахара
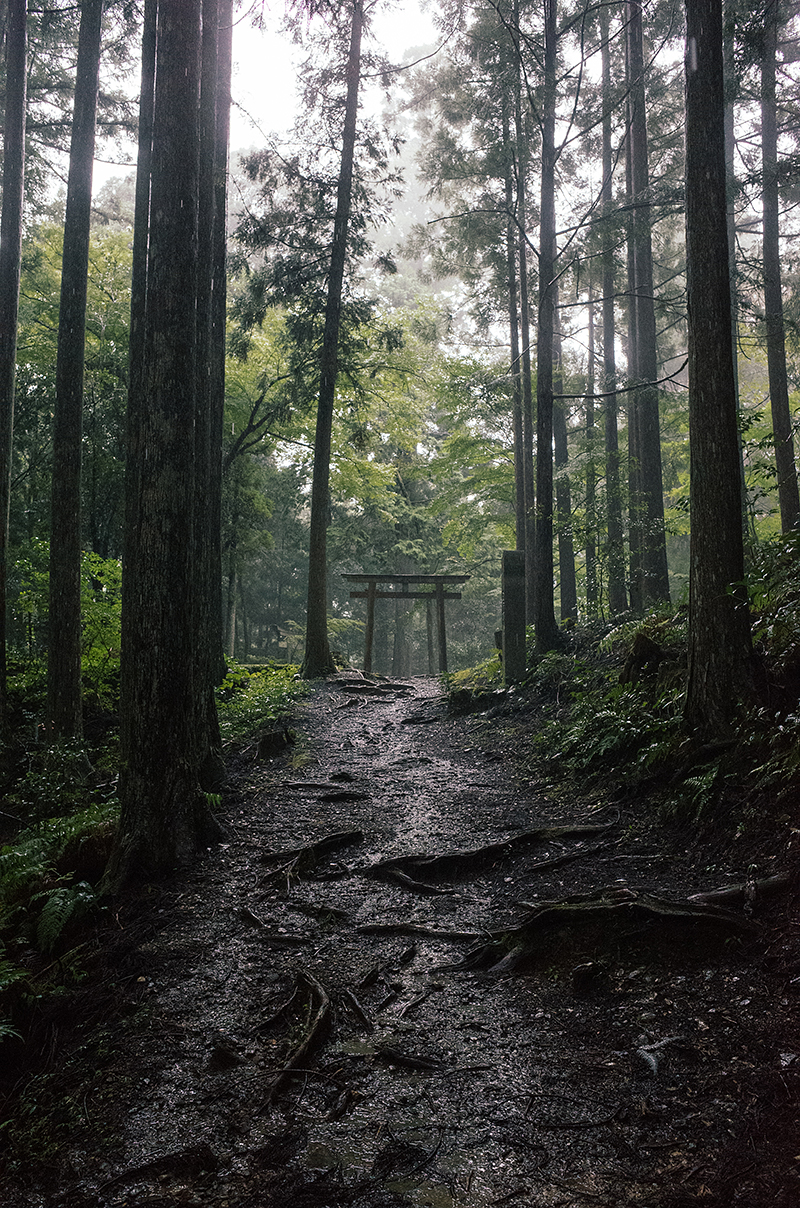
Выход с тропы возле Хоссимон-одзи
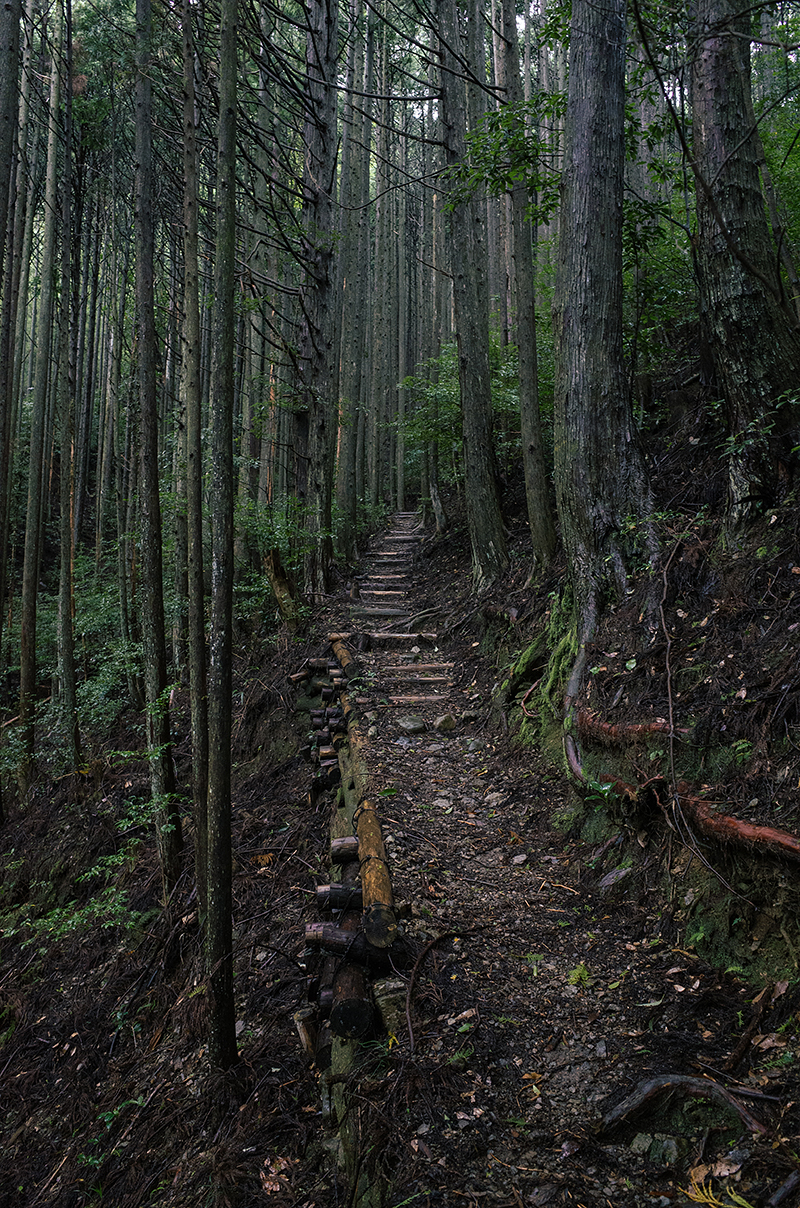
Тропа в районе Цугидзакура-одзи